# Ingrid Löfdahl
Ingrid Löfdahl, née le 6 décembre 1943 à Malmö est une joueuse de tennis suédoise. Elle est également connus sous son nom de femme mariée Ingrid Bentzer.

## Carrière
Ingrid Löfdahl a joué 31 fois pour la Suède en Coupe de la Fédération entre 1966 et 1977, gagnant 15 matchs. En 1973, elle gagne le tournoi de consolation contre le Japon.
En simple, elle a notamment atteint les huitièmes de finale à Wimbledon en 1973, battue par Olga Morozova.
Après sa carrière sportive, elle a occupé d'importantes fonctions de direction dans le milieu du tennis et du squash. Elle a été à la tête du tennis féminin auprès de la Fédération internationale de tennis dans les années 1990. Elle a été directrice générale de l'Association internationale des joueuses de squash.

## Palmarès

### Titres en simple dames
| No | Date       | Nom et lieu du tournoi                | Catégorie  | Dotation | Surface      | Finaliste          | Score         |          |
| -- | ---------- | ------------------------------------- | ---------- | -------- | ------------ | ------------------ | ------------- | -------- |
| 1  | 10-07-1972 | Swedish Open, Båstad                  | Grand Prix | NC       | Terre (ext.) | Christina Sandberg | 2-6, 6-3, 8-6 | Parcours |
| 2  | 1973       | Championnat du Sud de la France, Nice |            | NC       | Terre (ext.) | Fiorella Bonicelli | 6-2, 4-6, 8-6 |          |

### Finales en simple dames
| No | Date       | Nom et lieu du tournoi | Catégorie | Dotation | Surface      | Finaliste          | Score         |  |
| -- | ---------- | ---------------------- | --------- | -------- | ------------ | ------------------ | ------------- |  |
| 1  | 02-07-1970 | Swedish Open, Båstad   |           | NC       | Terre (ext.) | Peaches Bartkowicz | 1-6, 1-6      |  |
| 2  | 05-07-1981 | Swedish Open, Båstad   |           | NC       | Terre (ext.) | Helga Masthoff     | 6-4, 1-6, 3-6 |  |

### Finales en double dames
| No | Date       | Nom et lieu du tournoi       | Catégorie  | Dotation | Surface      | Vainqueures                          | Partenaire         | Score         |         |
| -- | ---------- | ---------------------------- | ---------- | -------- | ------------ | ------------------------------------ | ------------------ | ------------- | ------- |
| 1  | 06-07-1964 | Swedish Championships Båstad |            | NC       | Terre (ext.) | Donna Floyd Fales Christina Sandberg | Eva Lundquist      | NC            |         |
| 2  | 10-07-1972 | Swedish Open Båstad          | Grand Prix | 30 000 $ | Terre (ext.) | Julie Anthony Kathy Blake            | Christina Sandberg | 1-6, 6-4, 6-3 | Tableau |

## Parcours en Grand Chelem (partiel)

### En simple dames
| Année | Championnat d'Australie Open d'Australie | Championnat d'Australie Open d'Australie | Internationaux de France | Internationaux de France | Wimbledon       | Wimbledon        | US National US Open | US National US Open |
| ----- | ---------------------------------------- | ---------------------------------------- | ------------------------ | ------------------------ | --------------- | ---------------- | ------------------- | ------------------- |
| 1965  | -                                        | -                                        | 3e tour (1/16)           | Gail Sherriff            | 2e tour (1/32)  | Joyce Barclay    | -                   | -                   |
| 1966  | -                                        | -                                        | 1er tour (1/64)          | Maylis Burel             | 1er tour (1/64) | Kathleen Harter  | 1er tour (1/64)     | Pixie Lamm          |
| 1967  | -                                        | -                                        | 2e tour (1/32)           | Kathleen Harter          | 2e tour (1/32)  | Billie Jean King | 2e tour (1/32)      | Annette Van Zyl     |
| 1968  | -                                        | -                                        | 3e tour (1/16)           | Annette Van Zyl          | 1er tour (1/64) | Galina Baksheeva | -                   | -                   |
| 1969  | -                                        | -                                        | -                        | -                        | -               | -                | -                   | -                   |
| 1970  | -                                        | -                                        | 1er tour (1/64)          | Vlasta Kodešová          | 2e tour (1/32)  | M.E. Guzmán      | 1er tour (1/64)     | P. Bartkowicz       |
| 1971  | -                                        | -                                        | 2e tour (1/16)           | Linda Tuero              | 1er tour (1/64) | Lea Pericoli     | -                   | -                   |
| 1972  | -                                        | -                                        | 1er tour (1/64)          | I. Fernandez             | 3e tour (1/16)  | Virginia Wade    | 1er tour (1/32)     | Pam Teeguarden      |
| 1973  | -                                        | -                                        | 2e tour (1/16)           | Françoise Dürr           | 4e tour (1/8)   | Olga Morozova    | -                   | -                   |
| 1974  | -                                        | -                                        | -                        | -                        | 2e tour (1/32)  | Wendy Gilchrist  | -                   | -                   |
| 1975  | -                                        | -                                        | 1er tour (1/32)          | Julie Anthony            | 1er tour (1/64) | Greer Stevens    | -                   | -                   |
| 1976  | -                                        | -                                        | 1er tour (1/64)          | Wendy Turnbull           | 2e tour (1/32)  | Mima Jaušovec    | 3e tour (1/16)      | Virginia Ruzici     |
| 1977  | -                                        | -                                        | 2e tour (1/32)           | Mima Jaušovec            | 2e tour (1/32)  | M. Navrátilová   | 2e tour (1/32)      | Mima Jaušovec       |

À droite du résultat, l’ultime adversaire.

### En double dames
| Année | Championnat d'Australie Open d'Australie | Championnat d'Australie Open d'Australie | Internationaux de France    | Internationaux de France  | Wimbledon                   | Wimbledon                 | US National US Open       | US National US Open        |
| ----- | ---------------------------------------- | ---------------------------------------- | --------------------------- | ------------------------- | --------------------------- | ------------------------- | ------------------------- | -------------------------- |
| 1968  | -                                        | -                                        | 1er tour (1/16) C. Sandberg | Rosie Darmon J. Lieffrig  | -                           | -                         | -                         | -                          |
| 1970  | -                                        | -                                        | 3e tour (1/8) C. Sandberg   | M. Smith Judy Tegart      | 3e tour (1/8) C. Sandberg   | F. Dürr Virginia Wade     | 2e tour (1/8) C. Sandberg | Rosie Casals Virginia Wade |
| 1971  | -                                        | -                                        | 1/4 de finale C. Sandberg   | Lesley Turner Lesley Hunt | 1er tour (1/32) C. Sandberg | K. Ebbinghaus T. Groenman | -                         | -                          |
| 1972  | -                                        | -                                        | 1er tour (1/16) C. Sandberg | F. Bonicelli M. Fernández | 1er tour (1/32) C. Sandberg | Judy Tegart F. Dürr       | -                         | -                          |

Sous le résultat, la partenaire ; à droite, l’ultime équipe adverse.

### En double mixte
| Année | Championnat d'Australie Open d'Australie | Championnat d'Australie Open d'Australie | Internationaux de France       | Internationaux de France         | Wimbledon                    | Wimbledon                    | US National US Open          | US National US Open       |
| ----- | ---------------------------------------- | ---------------------------------------- | ------------------------------ | -------------------------------- | ---------------------------- | ---------------------------- | ---------------------------- | ------------------------- |
| 1968  | -                                        | -                                        | 1er tour (1/32) E. Gorostiaga  | Gail Sherriff J-B. Chanfreau     | 2e tour (1/32) J.L. Arilla   | Olga Morozova Alex Metreveli | -                            | -                         |
| 1969  | -                                        | -                                        | -                              | -                                | -                            | -                            | -                            | -                         |
| 1970  | n/a                                      | n/a                                      | -                              | -                                | -                            | -                            | 2e tour (1/16) Donald Dell   | Denise Carter Tom Gorman  |
| 1971  | n/a                                      | n/a                                      | -                              | -                                | 4e tour (1/8) Donald Dell    | Wendy Appleby Larry Collins  | -                            | -                         |
| 1972  | n/a                                      | n/a                                      | -                              | -                                | 2e tour (1/32) Dick Dell     | Pamela Austin Jeff Austin    | -                            | -                         |
| 1973  | n/a                                      | n/a                                      | -                              | -                                | -                            | -                            | -                            | -                         |
| 1974  | n/a                                      | n/a                                      | -                              | -                                | 1er tour (1/64) Terje Larsen | Patti Hogan Allan McDonald   | -                            | -                         |
| 1975  | n/a                                      | n/a                                      | 2e tour (1/16) Patrice Beust   | Virginia Ruzici Patricio Cornejo | -                            | -                            | 1er tour (1/32) J. Loyo Mayo | Betty Stove Allan Stone   |
| 1976  | n/a                                      | n/a                                      | -                              | -                                | 1er tour (1/64) Jim McManus  | Chris O'Neil Chris Kachel    | 1er tour (1/32) Paul Kronk   | Mona Guerrant Allan Stone |
| 1977  | n/a                                      | n/a                                      | 1er tour (1/32) Tenny Svensson | D. Beillan Omar Laimina          | -                            | -                            | -                            | -                         |

Sous le résultat, le partenaire ; à droite, l’ultime équipe adverse.